# Diphyus inopinus
Diphyus inopinus là một loài tò vò trong họ Ichneumonidae.